# Akiyoshia sachalinensis
Akiyoshia sachalinensis е вид коремоного от семейство Hydrobiidae.

## Разпространение
Видът е разпространен в Русия (Сахалин).